# Машина, Бронислава Николаевна
Бронислава Николаевна Ма́шина (8 марта 1921 год, село Ленковцы — 2015 год, Судак) — звеньевая виноградарского совхоза «Судак» Министерства промышленности продовольственных товаров СССР, Судакский район Крымской области. Герой Социалистического Труда (1955).

## Биография
Родилась в 1921 году в крестьянской семье в селе Ленековцы (сегодня — Шепетовский район Хмельницкой области, Украина). Окончила начальную школу. В 1932 году её семья переехала в Грузию. С 1941 года начала свою трудовую деятельность на чайной плантации совхоза «Лайтура» Кобулетского района. С 1944 года проживала в Крыму. Трудилась разнорабочей на виноградниках совхоза «Судак» Судакского района. Участвовала в совхозном движении «одногектарников», которое предполагало обслуживание одного гектара виноградника силами одного рабочего в течение годового цикла работ. Позднее возглавляла звено по выращиванию винограда.
В 1953—1954 годах звено Брониславы Машиной собрало в среднем по 200—210 центнеров винограда с каждого гектара. Указом Президиума Верховного Совета СССР от 22 февраля 1955 года удостоена звания Героя Социалистического Труда с вручением ордена Ленина и золотой медали «Серп и Молот».
Неоднократно участвовала во Всесоюзной выставке ВДНХ в Москве.
В 1957 году звено Брониславы Машиной перевыполнило план на 250 %. За эти выдающиеся трудовые достижения была награждена вторым Орденом Ленина.
В 1976 году вышла на пенсию. Проживала в городе Судак, где скончалась в 2015 году.

## Награды
- Орден Ленина — дважды (1955; 26.02.1958)
- Медаль «За трудовую доблесть» (26.04.1971)
- Серебряная медаль ВДНХ